# پی‌بی سوئیس تولز
پی‌بی سوئیس تولز (انگلیسی: PB Swiss Tools) شرکت ابزارسازی سوئیسی است، که در سال ۱۸۷۸ تأسیس شد.